# رينيه سالاس
رينيه ن. سالاس (بالإنجليزية: Renee Salas)‏ طبيب طبي أمريكي‘ وأستاذ مساعد في طب الطوارئ بكلية الطب بجامعة هارفارد
ييربي بكلية الصحة العامة بجامعة هارفارد . تقود سالاس الجهود المبذولة لجعل الأطباء والمستشفيات أكثر نشاطًا في استجابتهم لتغير المناخ.

## النشأة والتعليم
درست سالاس الطب في كلية الطب كليفلاند كلينيك ليرنر . حصلت على ماجستير العلوم في البحث السريري في جامعة كيس ويسترن ريزيرف . بعد تخرجها ، التحقت سالاس بجامعة سينسيناتي حيث تخصصت في طب الطوارئ.  بدأت المبيعات زمالة في مستشفى ماساتشوستس العام في عام 2013. كجزء من زمالتها ، حضرت محاضرة حول تغير المناخ ، حيث سمعت لأول مرة أن تغير المناخ سيكون الطوارئ الصحية العامة التالية. حتى تلك اللحظة لم تفكر قط في أن تغير المناخ سيؤثر على مرضاها. هذه المحاضرة جعلتها تعيد النظر في حياتها المهنية ، وحولت تركيزها البحثي إلى تغير المناخ وتأثيره على الصحة العامة. حصلت في النهاية على درجة الماجستير في الصحة العامة في مدرسة هارفارد تي تشان للصحة العامة . 

## البحث والوظيفة
عند سؤالها عن تأثير تغير المناخ على النظام الطبي ، قال سالس «. . . يجب إضافة عدسة مناخية إلى كل جانب من جوانب ممارستنا. تتحدث كطبيبة طب الطوارئ ، والذي يشمل كل شيء من سيارات الإسعاف وبروتوكولات الفرز إلى أدوات الفحص التي نستخدمها. كما أنه يؤثر على كيفية علاج المرضى ، وتعليمات الخروج من المستشفى ، وخطط المتابعة».  بدأت في تحديد دليل على تغير المناخ داخل عيادتها ، بما في ذلك الإجهاد الحراري ومشاكل تلوث الهواء.
  خلال موجة الحر في عام 2018 ، تعطلت الطاقة في مستشفى جبل أرنوبو ، مما اضطر رجال الإطفاء إلى نقل المرضى من الغرف الساخنة في الجزء العلوي من المبنى. على الرغم من المخاطر الواضحة التي يمثلها الاحترار العالمي على صحة الإنسان ، في مسح أجراه الاتحاد الدولي لرابطات طلاب الطب ، تم الكشف عن أن 16 ٪ فقط من كليات الطب أدرجت تغير المناخ في مناهجهم الدراسية.  أسست مجموعة المصالح الخاصة لطب الطوارئ الأكاديمي في مجموعة تغير المناخ ومجموعة المصالح الصحية. 
في عام 2015 ، مُنحت سالس زمالة الطب البري وعملت كطبيبة في جمعية الإنقاذ في جبال الهيمالايا في معسكر قاعدة إيفرست .  كانت واحدة من عدد قليل جدًا من الأطباء في المنطقة المجاورة عندما ضرب زلزال إمفال عام 2016 نيبال ، وعملت على إنقاذ حياة الشيربا والمغامرين.
في عام 2018 تم تعيين Salas كزميلة بورك. كانت تقود الولايات المتحدة لعام 2018 في العد التنازلي لانسيت حول الصحة وتغير المناخ.   في فبراير 2020 ، بدأت سالاس جهدًا لجعل الأطباء والمستشفيات للقيام بدور أكثر نشاطًا في الاستجابة لتغير المناخ. 
خلال وباء COVID-19 ، أصبحت سالاس قلقة من أن الولايات المتحدة لم تكن مستعدة لكل من مرض فيروس التاجية وتغير المناخ.  كتبت مقال رأي لـ BMJ داعية إلى الدروس المستفادة من الوباء لتصبح مخططًا لأزمة المناخ. 

## منشورات مختارة
- Salas، Renee N.؛ Solomon، Caren G. (22 أغسطس 2019). "The Climate Crisis — Health and Care Delivery". New England Journal of Medicine. ج. 381 ع. 8: e13. DOI:10.1056/NEJMp1906035. ISSN:0028-4793. PMID:31433915.
- Rini, Brian I.; Tamaskar, Ila; Shaheen, Phillip; Salas, Renee; Garcia, Jorge; Wood, Laura; Reddy, Sethu; Dreicer, Robert; Bukowski, Ronald M. (3 Jan 2007). "Hypothyroidism in Patients With Metastatic Renal Cell Carcinoma Treated With Sunitinib". JNCI: Journal of the National Cancer Institute (بالإنجليزية). 99 (1): 81–83. DOI:10.1093/jnci/djk008. ISSN:0027-8874. PMID:17202116. Archived from the original on 2018-06-03. [13]

1. 1 2  "Emergency Physician Dr. Renee Salas Treats Injured in Nepal Earthquake". ACEP Now (بالإنجليزية الأمريكية). Archived from the original on 2018-05-30. Retrieved 2020-05-07.
2. ↑  "Dr. Renee Salas Discusses Global Warming's Health Effects On Children (June 18th) - The Healthcare Policy Podcast ® Produced by David Introcaso". www.thehealthcarepolicypodcast.com. مؤرشف من الأصل في 2019-08-08. اطلع عليه بتاريخ 2020-05-07.
3. ↑  "Connecting the dots between climate change and health care". Harvard Gazette (بالإنجليزية الأمريكية). 10 Feb 2020. Archived from the original on 2020-05-30. Retrieved 2020-05-07.
4. ↑  News (TNS), Melissa Bailey Kaiser Health. "How climate change is putting doctors in the hot seat". Herald-Mail Media (بالإنجليزية). Archived from the original on 2020-05-14. Retrieved 2020-05-07.
5. ↑  "Subscribe to read | Financial Times". www.ft.com. مؤرشف من الأصل في 2020-04-03. اطلع عليه بتاريخ 2020-05-07. {{استشهاد ويب}}: الاستشهاد يستخدم عنوان عام (مساعدة)
6. ↑  News, Maya Earls,E&E. "Despite Climate Change Health Threats, Few Medical Schools Teach It". Scientific American (بالإنجليزية). Archived from the original on 2019-12-28. Retrieved 2020-05-07. {{استشهاد ويب}}: |الأخير= باسم عام (help)صيانة الاستشهاد: أسماء متعددة: قائمة المؤلفين (link)
7. ↑  Professions, MGH Institute of Health. "Health Impacts of Climate Change". info.mghihp.edu (بالإنجليزية). Archived from the original on 2019-12-31. Retrieved 2020-05-07.
8. ↑  "Renee N. Salas". globalhealth.harvard.edu (بالإنجليزية). Archived from the original on 2020-07-01. Retrieved 2020-05-07.
9. ↑  "2019 Report". Lancet Countdown (بالإنجليزية البريطانية). Archived from the original on 2020-06-14. Retrieved 2020-05-07.
10. ↑  Boston, 677 Huntington Avenue; Ma 02115 +1495‑1000 (19 Feb 2020). "Climate in the clinic". News (بالإنجليزية الأمريكية). Archived from the original on 2020-05-09. Retrieved 2020-05-07.{{استشهاد ويب}}:  صيانة الاستشهاد: أسماء عددية: قائمة المؤلفين (link)
11. ↑  "Climate Change and Health: Learning from COVID-19 | SPH | Boston University". School of Public Health (بالإنجليزية). Archived from the original on 2020-06-09. Retrieved 2020-05-07.
12. ↑  "Renee N. Salas: Lessons from the covid-19 pandemic provide a blueprint for the climate emergency". The BMJ (بالإنجليزية الأمريكية). 23 Apr 2020. Archived from the original on 2020-06-10. Retrieved 2020-05-07.
13. ↑  Rini, Brian I.; Tamaskar, Ila; Shaheen, Phillip; Salas, Renee; Garcia, Jorge; Wood, Laura; Reddy, Sethu; Dreicer, Robert; Bukowski, Ronald M. (3 Jan 2007). "Hypothyroidism in Patients With Metastatic Renal Cell Carcinoma Treated With Sunitinib". JNCI: Journal of the National Cancer Institute (بالإنجليزية). 99 (1): 81–83. DOI:10.1093/jnci/djk008. ISSN:0027-8874. PMID:17202116. Archived from the original on 2018-06-03.